# 樫井笙人
樫井 笙人（かしい しょうと、1968年7月25日 - ）は、日本の男性声優。81プロデュース所属。神奈川県出身。

## 略歴
江崎プロダクション付属養成所入所を経て、2006年9月1日付でマウスプロモーションから移籍。

## 人物
声種はバスからテノール。
声優としてはテレビアニメ、外画の吹き替えを中心に活躍。
声優界のバイプレイヤーの1人で、多数の作品で脇役を演じている。
趣味・特技は射撃、バイク、三級ガソリンエンジン整備士。

## 出演

### 劇場アニメ
1998年
- ウルトラニャン2 ハッピー大作戦（先生）

2000年
- 人狼 JIN-ROH

2002年
- 劇場版 サルゲッチュ 黄金のピポヘル・ウッキーバトル（ウッキーイエロー）

2005年
- あした元気にな〜れ! 半分のさつまいも（男）

2007年
- 劇場版BLEACH The DiamondDust Rebellion もう一つの氷輪丸（大前田希千代）

2008年
- 劇場版BLEACH Fade to Black 君の名を呼ぶ（大前田希千代）

2012年
- コードギアス 亡国のアキト 第1章「翼竜は舞い降りた」（ダニエル・マルカル）
- 劇場版 BLOOD-C The Last Dark（部隊長）

2013年
- 劇場版 花咲くいろは HOME SWEET HOME（編集長）

2015年
- コードギアス 亡国のアキト 第3章「輝くもの天より堕つ」（ダニエル・マルカル）

2016年
- KING OF PRISM by PrettyRhythm（北川）

2019年
- 映画 この素晴らしい世界に祝福を!紅伝説（ちぇけら）

2022年
- 鹿の王 ユナと約束の旅

### OVA
1996年
- 銀河英雄伝説

1997年
- サクラ大戦 桜華絢爛（町の人々）

1999年
- 思春期美少女合体ロボ ジーマイン（オペレーター）

2003年
- アーリーレインズ（客）
- 遙かなる時空の中で2-白き龍の神子-（棟梁）

2004年
- 蒼い海のトリスティア（ブリアーニ）
- 低俗霊DAYDREAM（中年男）

2006年
- 鬼公子炎魔（丸腰）
- HELLSING（大佐）

2008年
- BLEACH カラブリ! 護廷十三屋台大作戦!（大前田希千代）

2009年
- 珍遊記 -太郎とゆかいな仲間たち-（中村タイ造）
- やなせたかしメルヘン劇場 キラキラ（マサ）

2020年
- 岸辺露伴は動かない『懺悔室』（浮浪者）

2021年
- ヲタクに恋は難しい（堂元） - 単行本第11巻OAD付き特装版

### Webアニメ
- 幕末機関説 いろはにほへと（2006年、勝海舟）
- 亡念のザムド（2008年、農家の男）
- ガンダムビルドダイバーズRe:RISE（2020年、偽シャフリヤール）
- サイバーパンク エッジランナーズ（2022年、サイバーサイコシス）
- SAND LAND: THE SERIES（2024年、ジャム国王）
- Duel Masters LOST 〜月下の死神〜（2025年、長[29]）

### ゲーム
1998年
- 東京魔人學園剣風帖（新井龍山、柳生宗崇）

1999年
- XI JUMBO

2000年
- 高機動幻想ガンパレード・マーチ（善行忠孝）
- サンライズ英雄譚 シリーズ（2000年 - 2001年、ハワード、マーダル士官 他） - 2作品
- 立体忍者活劇 天誅 弐（蛄蝓）
- 7BLADES（頭領）

2001年
- スカイガンナー（警察官）

2002年
- アンリミテッド:サガ（ジョーゼフ、アンザン）
- 鬼武者2
- ガラクタ名作劇場 ラクガキ王国
- 機甲武装 Gブレイカー 〜第三次クラウディア大戦〜（ユキーデ・マーシャル）
- 機甲武装 Gブレイカー 2 同盟の反撃（ユキーデ・マーシャル）
- XIゴ
- サルゲッチュ シリーズ（2002年 - 2007年、ウッキーイエロー） - 3作品
- 探偵 神宮寺三郎 Innocent Black（吉井 誠）
- 東京魔人學園外法帖（柳生宗崇、服部半蔵、金剛和尚）
- 星のまほろば（トミヒコ）

2003年
- カンブリアンQTS 〜化石になっても〜（チャン・ムラカミ）
- 式神の城II（金大正）
- STAR WARS JANGO FETT
- スターオーシャン Till the End of Time（兵士）
- MechWarrior 4 Mercenaries（ハンニバル、ダヴィオン皇子）

2004年
- エースコンバット5 ジ・アンサング・ウォー
- 九龍妖魔學園紀（境玄道、鴉室洋介）
- 3年B組金八先生 伝説の教壇に立て!（相沢カヲル）
- スターオーシャン Till the End of Time ディレクターズカット（兵士）
- 探偵 神宮寺三郎 KIND OF BLUE（高品輝夫）
- ブラッディロア4（ブスジマ）
- めいわく星人パニックメーカー（ナレーター、超老、カルロス・オリヴェイラ、OP鼻歌チンピラ）
- モンキーターンV（勝木影虎）

2005年
- アーマード・コア ラストレイヴン（ファントム、ンジャムジ）
- ゴッド・オブ・ウォー（船長、漁師）
- 式神の城 七夜月幻想曲（金大正）
- 戦国BASARAシリーズ（兵士、その他）
- Twelve〜戦国封神伝〜（セイセイ、トシクラ）
- プリンセスメーカー4（国王）
- 武蔵伝II ブレイドマスター（村人・敵キャラクター）

2006年
- ガンパレード・オーケストラ緑の章 〜狼と彼の少年〜（善行忠孝）
- ガンパレード・オーケストラ青の章 〜光の海から手紙を送ります〜（善行忠孝）
- サムライチャンプルー HIPHOPサムライアクション（ブリキン、道場師範）
- ファイナルファンタジーXII
- Yo-Jin-Bo〜運命のフロイデ〜（塙弥兵衛）

2007年
- 一騎当千 Shining Dragon（司馬懿 徳操）
- CRYSIS（兵士）
- ゴッド・オブ・ウォーII 終焉への序曲（神官2）
- ひぐらしのなく頃に祭
- Halo 3
- ルパン三世 ルパンには死を、銭形には恋を
- レインボーシックス ベガス シリーズ（2007年 - 2008年、ミゲール・カブレロ） - 2作品

2008年
- ティアーズ・トゥ・ティアラ 花冠の大地（クレオン、副官）

2009年
- メタルファイト ベイブレード ガチンコスタジアム（Dr.ヘルベイド）

2011年
- 鬼哭街（ミハイル・スチュグレフ）
- スライ・クーパー コレクション（ライレー、アルペジオ）

2012年
- 俺の妹がこんなに可愛いわけがない ポータブルが続くわけがない（麻奈実爺）

2013年
- 俺の妹がこんなに可愛いわけがない。HappyenD（麻奈実の祖父）

2016年
- Shadowverse（エラスムスの秘儀）

2020年
- シャドウバース チャンピオンズバトル（竜ヶ崎シゲフミ）
- ブリガンダイン ルーナジア戦記（ムウア）
- サクラ革命 〜華咲く乙女たち〜

2021年
- プロジェクトセカイ カラフルステージ! feat. 初音ミク（ジャン・ライリー）
- 戦場のフーガ（ヴォン・シュトーレン）

2022年
- ジョジョの奇妙な冒険 オールスターバトルR（呪いのデーボ）

2024年
- 百英雄伝（ユンカース）
- SAND LAND（ジャム国王）

2025年
- BLEACH Rebirth of Souls（大前田希千代）

### ドラマCD
- CDドラマ 奇談シリーズ 1 - 3（2001年、河合純也）
- ドラマCD 九龍妖魔學園紀（2005年、堺玄道、鴉室洋介）
- ロックCDドラマ Yo-Jin-Bo 蒼月城の魔剣 プレリュード（2005年、最行和尚）
- Fate/Grand Order 英霊伝承ドラマCD 英霊伝承異聞 〜巌窟王 エドモン・ダンテス〜（2017年、アンジェロ・ブラーガ神父[36]）

### ラジオドラマ
※はWebラジオ番組。
- 君は優しい流星群（2022年※、おじいさん[37]）

### BLCD
2002年
- 星のまほろば（トミヒコ）

2003年
- 恋愛トラップ（先生）

2004年
- 課長の恋（ナレーション）
- SEX PISTOLS3（ホイットマン）
- 黄昏に花（楠見康弘、男性行員1）
- ファインダーの標的（今宮刑事、洪）
- 本気じゃねぇから（津賀、滝川）

2005年
- エゴイストの純愛（瀬木）
- 幻想少年譚 月彦（骨董屋の店主）
- 秘密のクラブへようこそ!（校長）

2007年
- 夜の帳、儚き柔肌（原）

2008年
- ロッセリーニ家の息子 守護者 2（和輝の伯父）

2011年
- ティアドロップ（峰井）

2015年
- 鬼の王と契れ（矢背紅要）

2017年
- インディゴの気分（桜桃社 社長）

### 吹き替え

#### 担当俳優
アダム・ゴールドバーグ
- エドtv（ジョン）
- ビューティフル・マインド（ソル）
- プライベート・ライアン（スタンリー・メリッシュ二等兵）※ソフト版

#### 映画
- アウトサイダー（ボブ〈レイフ・ギャレット〉）
- 悪魔を憐れむ歌（マイク、ラウダーズ教授）※フジテレビ版
- アサインメント ※ソフト版
- アサルト13 要塞警察
- ある日どこかで（支配人[38]）※BSテレ東版
- アルマゲドン（観光客〈ゲディ・ワタナベ〉）※フジテレビ版
- 犬いなる遺産
- イン・アメリカ/三つの小さな願いごと（舞台アシスタント）
- 美しい夜、残酷な朝（侵入者）
- 英国王のスピーチ（アナウンサー）
- エディット・ピアフ〜愛の讃歌〜（レイモン・アッソ〈マルク・バルベ〉）
- エネミー・オブ・アメリカ（ジョン・ビンガム〈イアン・ハート〉）※テレビ版
- エルム街の悪夢（フレディ・クルーガー〈ロバート・イングランド〉）※ソフト版
- エルモと毛布の大冒険（ゴミモン1）
- オーシャンズシリーズ（イエン〈シャオポー・チン〉）
  - オーシャンズ11※フジテレビ版
  - オーシャンズ12※日本テレビ版
  - オーシャンズ13※フジテレビ版
- 帰らない日々
- 華氏451
- 危険な遊戯/ハマースミスの6日間（レニー・ベクスリー、デモット）
- クラウン（ダブス）
- ケイティ
- ゴッドファーザー（ポーリー・ガットー、ファブリツィオ）※DVD版
- コン・エクスプレス
- サスペリア（ダニエル〈フラヴィオ・ブッチ〉）※旧DVD版
- サハラ 死の砂漠を脱出せよ ※テレビ東京版
- ザ・ピーナッツバター・ファルコン（ダンカン〈ジョン・ホークス〉）
- ザ・ロック（バイクに乗った若者、マッコイ〈スティーヴ・ハリス〉）※テレビ朝日版
- 60セカンズ（ファージー・フリーゼル）※ソフト版
- シュリ
- スター・トレックシリーズ（チェコフ）
  - スタートレックII カーンの逆襲
  - スタートレックIII ミスター・スポックを探せ!
  - スタートレックIV 故郷への長い道
  - スタートレックV 新たなる未知へ
- センダー/超誘導体
- ゾンヴァイア 死霊大血戦（ニコラス〈ハーヴェイ・J・アルパーリン〉）
- 007 トゥモロー・ネバー・ダイ（デボンシャーの船員）※フジテレビ版
- 沈黙の監獄（テランス・ディヴィス）
- ディヴィジョン
- ディパーテッド（バーリガン〈ジェームズ・バッジ・デイル〉）
- トーマス・クラウン・アフェアー（ポール・チェン〈ジェームズ・サイトウ〉）※ソフト版
- トゥー・ブラザーズ※ソフト版
- ドラゴンハート ※日本テレビ版
- ドラッグストア・カウボーイ
- トリプルX
- トリプルヘッド・ジョーズ（ネルソン）
- ナッティ・プロフェッサー クランプ教授の場合 ※日本テレビ版
- 25年目のキス（ジェイソン・ウェイ〈ジェームズ・フランコ〉）
- ノーマンズ・ランド ※テレビ東京版
- バタリアン4（コーディ〈コリー・ハードリクト〉）
- バタリアン5（コーディ〈コリー・ハードリクト〉）
- バトル・オブ・バルジ（ヘス）
- バニラ・スカイ（エドモンド〈ノア・テイラー〉）
- パラサイト（ゲイブ・サントラ〈アッシャー・レイモンド〉）※テレビ版
- 羊飼いと屠殺者（ピエール・デ・ヴィラーズ）
- V.I.P. 修羅の獣たち（リ・デボム〈パク・ヒスン〉）
- ヒップホップ・プレジデント
- ビバリーヒルズ・コップ
- フェイス/オフ（ルーミス）※フジテレビ版、テレビ朝日版、テレビ朝日新録版
- フォートレス2（サトー〈ユウジ・オクモト〉）
- フォックスキャッチャー（デイヴ・シュルツ〈マーク・ラファロ〉[39]）
- フォレスト・ガンプ/一期一会 ※フジテレビ版
- ブラック・ハート（グライムズ）
- プラハの恋人
- ブリタニック（タウンゼント）
- フローズン（ジェイソン）
- ペイチェック 消された記憶
- ボーン・スプレマシー（ジョン・ネビンス）※ソフト版
- マーリー2 世界一おバカな犬のはじまりの物語（キャット）
- マディソン郡の橋
- ミステリー・ツアー（パットマン〈ジェイ・チャンドラセカール〉）
- ミッション:インポッシブル2
- ミラクル・ニール!（知性派宇宙人の声 / バンの運転手〈テリー・ジョーンズ〉）
- モンテ・クリスト伯（ルイジ・ヴァンパ）
- ユー・ガット・メール（フォックスの販売員〈クリス・メッシーナ〉）※フジテレビ版
- ユニバーサル・ソルジャーII（ピーターソン / GR80）
- LIFE!（ホーム管理人）※劇場公開版
- ライブ・フロム・バグダッド 湾岸戦争最前線
- ラスト・リベンジ（ムハンマド・ベニル）
- リセット（ポール〈ジョン・レグイザモ〉）
- ル・ディヴォース/パリに恋して（ベルトラン〈ジャン＝マルク・バール〉）
- レジェンド・オブ・フラッシュ・ファイター 書剣恩仇録（張召重）
- レックス・ザ・ラント（ヴィンス）
- レディ・イン・ザ・ウォーター（バブチック）
- 恋愛小説家（ジャフィー）
- ロボコップ
  - ロボコップ2
  - ロボコップ3
- ロミオ+ジュリエット
- ワイルド・スピード（レオン〈ジョニー・ストロング〉）※ソフト版

#### ドラマ
- アリー my Love
- ER緊急救命室（ヨシ・タカタ〈ゲディ・ワタナベ〉）
- オレのことスキでしょ。（イ・ドンジン）
- ザ・パシフィック
- ザ・ホワイトハウス
- 笑傲江湖（不戒〈ザン・ジンシェン〉）
- 新刑事コロンボ 奪われた旋律（ガブリエル）※WOWOW版
- スタートレック:ディープ・スペース・ナイン
- スタートレック:ヴォイジャー
- スタートレック:エンタープライズ
- スピン・シティ（カーター・ヘイウッド〈マイケル・ボートマン〉）
- ダークエンジェル
- 大風水（イ・ガノ）
- 清潭洞アリス（チャ・イルナム〈ハン・ジニ〉）
- ドーソンズ・クリーク
- ハリー・パーマー 国際諜報局（ストーク大佐〈デヴィッド・デンシック〉[40]）
- パワーレンジャー・ロスト・ギャラクシー（デジバット〈キム・ストラウス〉）
- バンド・オブ・ブラザース（ドナルド・マラーキー軍曹〈スコット・グライムス〉）
- PAN AM/パンナム
- 光と影
- ビバリーヒルズ青春白書
- 冬のソナタ
- ボードウォーク・エンパイア 欲望の街（ハロラン）
- ミレニアム
- レスキュー・ミー NYの英雄たち（ショーン・ギャリティ〈スティーヴン・パスクアーレ〉）
- RED WIDOW（カート）
- 私の期限は49日

#### テレビ番組
- アプレンティス2（ハーシェル・ウォーカー〈アニー・デューク〉）
- ルーシー・ショー

#### アニメ
- アドベンチャー・タイム（キーパー、ブフォ）
- アンジェリーナはバレリーナ
- きかんしゃトーマス（ミスター・パーシバル、ボックスフォード公爵、サー・ハンデル、シドニー〈初代〉、オードリー、ダック〈代役〉、フランツ、不機嫌な乗客、ボゥ 他）※テレビ東京、NHK版
  - きかんしゃトーマス みんなあつまれ!しゅっぱつしんこう
  - トーマスをすくえ!! ミステリーマウンテン
  - きかんしゃトーマス 伝説の英雄
  - きかんしゃトーマス ブルーマウンテンの謎
  - きかんしゃトーマス 探せ!!謎の海賊船と失われた宝物
  - きかんしゃトーマス 走れ!世界のなかまたち
  - きかんしゃトーマス Go!Go!地球まるごとアドベンチャー
- キッドvsキャット
- クラスメイトはモンキー
- 最強武将伝 三国演義（夏侯楙）
- サウスパーク（マーティ）
- ザ・バットマン（カーク・ラングストーム、トニー・ズッコ）
- G.I.ジョー・エクストリーム（メタルヘッド）
- シャドウレイダース
- ジャングル・カブス（カー）
- シルベスター&トゥイーティー ミステリー
- スイチュー! フレンズ
- ターザン（雄ゴリラ）
- トムとジェリー 夢のチョコレート工場（サム・ボーレガード）
- バットマン
- ピンクパンサーシリーズ（ピンクパンサー）※短編による現行吹替（カートゥーン ネットワーク）版
- フィニアスとファーブ（パパ / ローレンス・フレッチャー）
  - ファイニアスとファーブ/ザ・ムービー（パパ / ローレンス・フレッチャー）
- ホーム・オン・ザ・レンジ にぎやか農場を救え!（ウィリーズ）
- ぼくらベアベアーズ（チャーリー）
- ミュータント タートルズ 2003年版（スプリンター、メカスプリンター）
  - ミュータント・タートルズ -TMNT-（スプリンター〈マコ岩松〉）
- モーターシティ（レーヨン）
- モンキーマジック（僧侶）
- 烈火澆愁（月徳公 / げつとく）
- レックス・ザ・ラント（ヴィンス）
- ロッキー＆ブルウィンクルの大冒険（ピーボディ）

#### 人形劇
- サンダーバード 劇場版（グレッグ・マーティン）※DVD版

### 特撮
- 仮面ライダー電王（2007年、ワスプイマジンの声）
- 王様戦隊キングオージャー（2023年）

### オーディオブック
- オーディオドラマ 海賊とよばれた男〈2014年、藤本壮平[41]）
- 永遠の0（2016年、岡部昌男[42]）
- マイダスタッチ〜内閣府超常経済犯罪対策課〜(2020年、白河正ほか[43]）

### ナレーション
- スーパーチャンネル検証ファイル
- news23
- ニュースモーニングサテライト

### テレビ番組
- アイ・アム・冒険少年（声の出演）
- あの歌がきこえる
- 奇跡のレッスン 世界の最強コーチと子どもたち（コーチの声）
- 世界まる見え!テレビ特捜部（声の出演）
- Let's天才てれびくん（しーびー282）

### ボイスオーバー
- グローバルディベートWISDOM
- 恋する雑貨
- 極上美の饗宴 メトロポリタン美術館「フェメール”女”見つめる謎」
- コズミックフロント
- 島耕作のアジア立志伝
- シリーズ アメリカ大統領選2012「オバマ 対 ロムニー 〜2012年 アメリカの選択〜」
- 世界遺産 時を刻む
- 世界で一番美しい瞬間「満開のとき チューリップに思いを託して オランダ」
- 世界ふれあい街歩き
- SONGS ウィーン少年合唱団
- 地球ドラマチック「コロッセオで大実験!世界遺産の舞台裏」
- にっぽん!歴史鑑定
- 日立 世界・ふしぎ発見!
- ヨーロッパいちばん旅行記
- ヨーロッパ食堂〜美味探求!素晴らしき食の世界〜
- ようこそ宇宙の特等席へ!地球周遊ナイトクルーズ
- 読売テレビ開局55年記念番組 ワールド輸入バラエティー"黒船SHOW社"

### 舞台
- アスパラガス
- 檻の中
- 偽作宝島
- サンタケ
- 陶摸の家
- 宝島
- ピーターパンシンドローム
- Yo-Jin-Bo 蒼月城の魔剣（最行和尚） - 吉祥寺 前進座劇場、2005年2月4日・5日

### その他コンテンツ
- クレジット教育動画教材『風の惑星〜GALE〜』（ドン・カタレスト(対抗者）[44]）
- PCソフト ノンタンのぱぴぷぺパソコン!2（もぐらくん）
- 魔法の映画はこうして生まれる〜ジョン・ラセターとディズニー・アニメーション〜（声の出演）